# GP2 Series
De GP2 Series, waarvan GP2 de afkorting is, is een vorm van autosport die tussen 2005 en 2016 plaatsvond, volgend uit een lange discussie over de 'kweekvijver' van de Formule 1, de Formule 3000. Dit 'format' was bedacht door Bernie Ecclestone en Flavio Briatore.
Om het een perfecte training voor de Formule 1 te laten zijn, hebben alle teams in de GP2 een identiek chassis, identieke motoren en identieke banden. Toch draait het in de praktijk niet alleen om stuurmanskunst. Net als in andere klassen van de autosport zijn er kwaliteitsverschillen tussen de teams die het succes van de rijders meebepalen.
Vanaf 2017 wordt het GP2-kampioenschap opgevolgd door de hernieuwde Formule 2.

## Auto's in de GP2 Series
De auto van de GP2 Series wordt gebruikt door alle teams en heeft een Dallara-chassis met een V8-motor van Renault en Pirelli-banden.

### Chassis
De specificatie uit 2007 van de GP2-auto werd ontwikkeld door Dallara Automobili. Elk jaar is er wel vooruitgang in de GP2, de auto uit 2006 had bijvoorbeeld een dubbele achtervleugel, die in 2005 alleen in de race in Monaco werd gebruikt.
Vanaf 2008 wordt een nieuwe auto gebruikt voor het officiële kampioenschap. De oude wagen wordt nog wel ingezet in de GP2 Asia Series, een Aziatisch kampioenschap dat in de wintermaanden wordt verreden.

### Motor
De Mecachrome V8-motor met een inhoud van 4 liter heeft interne, cartographische en upgrades in de software gehad om te zorgen voor een betere verbranding van de brandstof en betere prestaties. De motor produceert ongeveer 580 paardenkracht (432,5 kW).

### Versnellingsbak
De versnellingsbak uit 2006 was gemaakt door GearTek en heeft software-upgrades ondergaan en had een nieuwer, beter systeem om beter te schakelen.

### Banden
Sinds 2011 is Pirelli de enige bandenleverancier in de GP2 Series. Van 2005 tot en met 2010 was Bridgestone de enige bandenleverancier.
Gegroefde droogweerbanden werden gebruikt toen de series begonnen in 2005, maar deze regel werd veranderd in 2006 toen de teams de zogenaamde 'slick' moesten gebruiken.
De gebruikte banden zijn gelijk aan de banden die gebruikt worden in de Formule 1. Coureurs kunnen op deze manier ervaring opdoen over het gebruik van deze banden.

### Performance
Afgaande op onderzoek en stabiliteitstests voor het seizoen, kan het model uit 2005 van 0 naar 200 km/h in 6,7 seconden. De auto heeft een topsnelheid van 320 km/h, wat betekent dat het de snelste eenzitter is na de Formule 1-, Champ Car- en de Indy Racing League-auto's. De auto's zijn gemaakt om minder dan tien seconden per ronde langzamer te zijn dan de typische Formule 1-auto.

### Technische specificaties

#### Specificaties 2005–2007
- Chassis: Dallara GP2/05

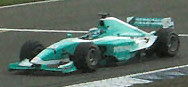
De eerste generatie GP2 auto op het Silverstone (circuit) in 2005

- Motor: Mecachrome 4.0 liter V8 600pk (441 kW), 10.000 rpm
- Versnellingsbak: 6 traps semi automatisch
- Elektronica: Magneti Marelli
- Bodywork: Carbon prepreg met Nomex Honeycomb
- Dempers: Koni
- Velgen: O.Z. 13 x 11.75 (voor), 13 x 13.75 (achter)
- Remschijven: Brembro op Hitco Carbon
- Banden: Bridgestone Potenza
- Gewicht: 585kg (zonder rijder)
- Veiligheidsmateriaal: HANS systeem, 6-punts gordel van Sabelt.

#### Specificaties 2008–2010
- Chassis: Dallara GP2/08

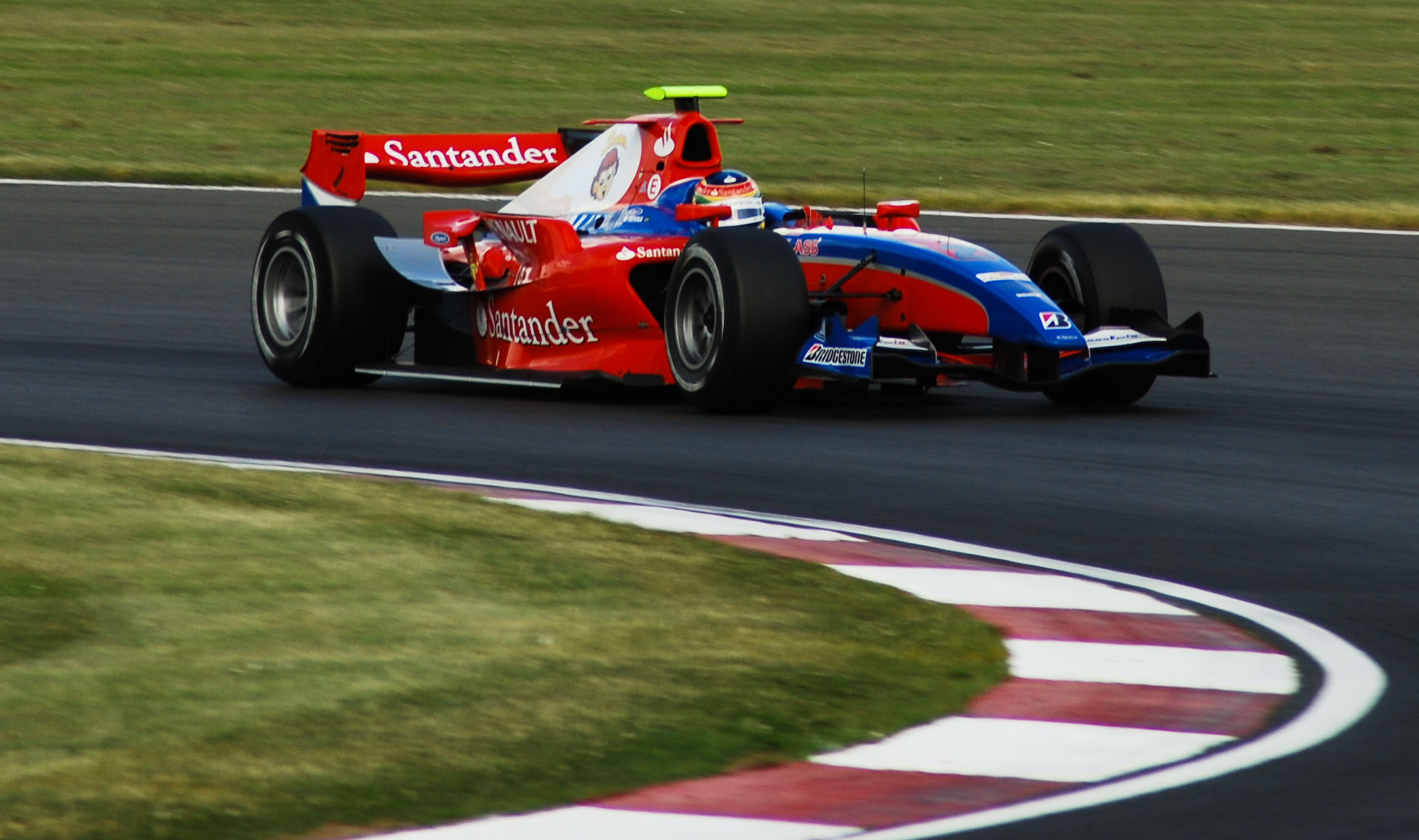
De tweede generatie GP2 auto (bestuurd door Bruno Senna), tijdens het seizoen 2008 op Silverstone.

- Motor: Mecachrome 4.0 liter V8 600pk (441 kW), 10.000 rpm gebouwd door Renault
- Versnellingsbak: 6 traps semi automatisch
- Brandstof: Elf 100
- Brandstoftank: FIA gehomologeerde rubberen veiligheidstank tank
- Brandstoftankcapiciteit: 125 liter (33 gallon)
- Elektronica: Magneti Marelli.
- Lengte: 4867 mm (192 in)
- Hoogte: 1047 mm (41 in) (inclusief roll bar camera)
- Breedte: 1805 mm (71 in)
- Wielbasis: 3119 mm (123 in)
- Gewicht: 688kg (1517 lb) (zonder rijder)
- Remschijven: Hitco racing
- Banden: Pirelli P Zero race slicks en regen banden
- Velgen: O.Z. Racing.
- Veiligheidsmateriaal: HANS systeem, 6-punts gordel van Sabelt.

#### Specificaties 2011-2016
- Chassis: Dallara GP2/11

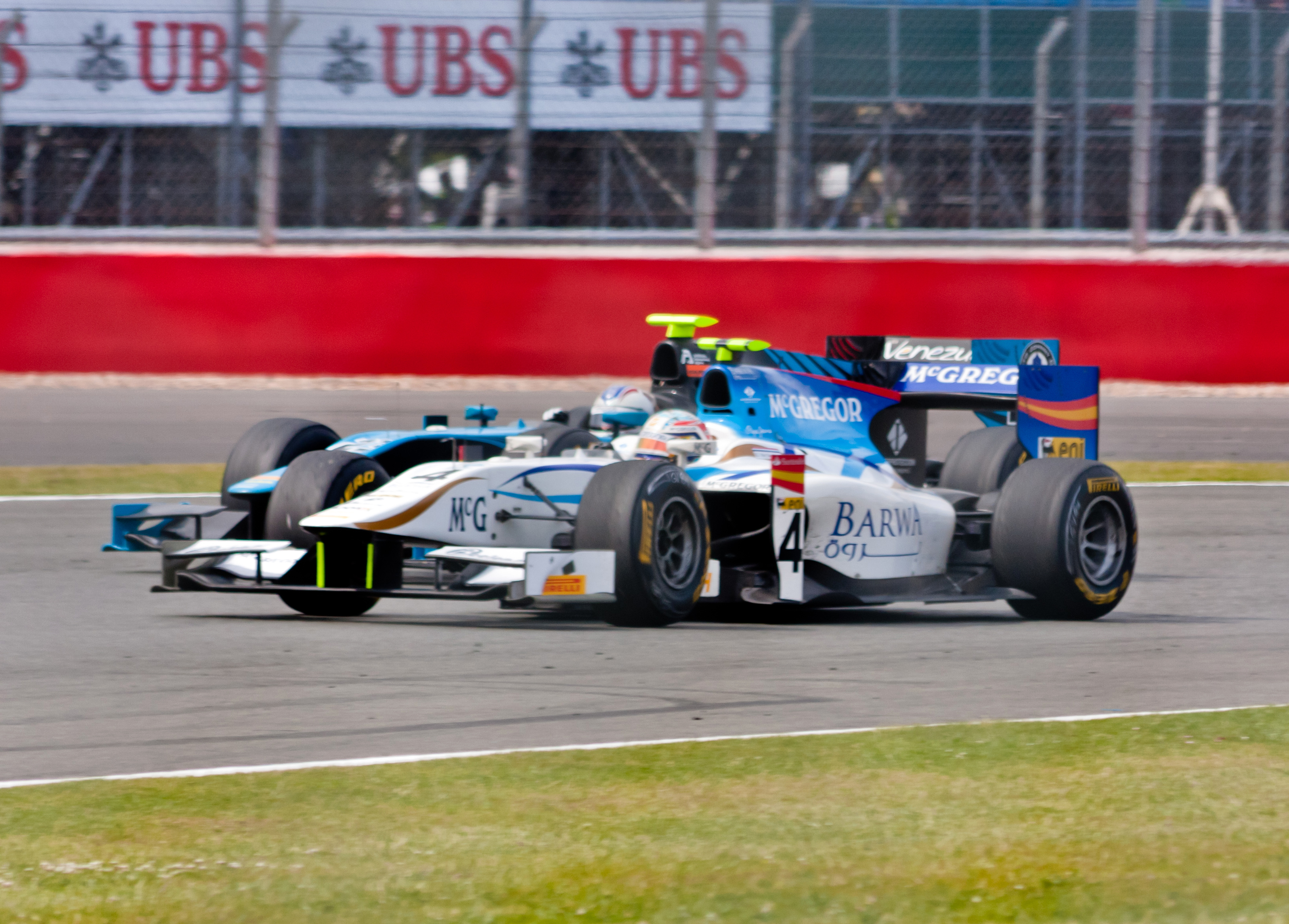
Een derde generatie GP2 auto (bestuurd door Giedo van der Garde), tijdens het seizoen 2011 op Silverstone

- Motor: Mecachrome 4,0 liter V8 700pk (465 kW), 11.000 rpm gebouwd door Renault
- Versnellingsbak: 7 traps semi automatisch
- Brandstoftank: FIA gehomologeerde rubberen veiligheidstank tank
- Brandstoftankcapiciteit: 170 liter
- Elektronica: Magneti Marelli.
- Lengte: 5065 mm (199 in)
- Hoogte: 1072 mm (42 in) (inclusief roll bar camera)
- Breedte: 1800 mm (71 in)
- Wielbasis: 3120 mm (123 in)
- Gewicht: 720kg (1517 lb) (incl. rijder)
- Remschijven: Hitco racing.
- Banden: Pirelli P Zero race slicks en regen banden
- Velgen: O.Z. Racing, 13” x 12” (voor) en 13” x 13.7” (achter)
- Veiligheidsmateriaal: HANS systeem, 6 punts gordel van Sabelt.

## Raceweekend
Op vrijdag is er een vrije training van 30 minuten, en een kwalificatie sessie van 30 minuten. De kwalificatie beslist de startopstelling voor de race op zaterdag, die een lengte heeft van 180 kilometer.
Tijdens de race op zaterdag moet elke coureur een pitstop maken waarbij hij/zij minstens twee banden moet wisselen.
Op zondag (behalve in Monaco) is er een sprintrace van 120 kilometer. De startopstelling wordt bepaald door de resultaten van zaterdag, maar de top 8 wordt omgewisseld; dat wil zeggen dat de nummer 8 van zaterdag van pole-position start en de winnaar van zaterdag van plaats 8.

## Puntentelling
Vanaf het seizoen 2012 heeft de GP2 een nieuwe puntentelling geïntroduceerd. Er is een apart puntensysteem voor race 1 en race 2.
| Puntentelling GP2 race 1 | Puntentelling GP2 race 1 | Puntentelling GP2 race 1 | Puntentelling GP2 race 1 | Puntentelling GP2 race 1 | Puntentelling GP2 race 1 | Puntentelling GP2 race 1 | Puntentelling GP2 race 1 | Puntentelling GP2 race 1 | Puntentelling GP2 race 1 |
| 1e                       | 2e                       | 3e                       | 4e                       | 5e                       | 6e                       | 7e                       | 8e                       | 9e                       | 10e                      |
| ------------------------ | ------------------------ | ------------------------ | ------------------------ | ------------------------ | ------------------------ | ------------------------ | ------------------------ | ------------------------ | ------------------------ |
| 25                       | 18                       | 15                       | 12                       | 10                       | 8                        | 6                        | 4                        | 2                        | 1                        |

In race 2 krijgt de top 8 haar punten als volgt:
| Puntentelling GP2 race 2 | Puntentelling GP2 race 2 | Puntentelling GP2 race 2 | Puntentelling GP2 race 2 | Puntentelling GP2 race 2 | Puntentelling GP2 race 2 | Puntentelling GP2 race 2 | Puntentelling GP2 race 2 |
| 1e                       | 2e                       | 3e                       | 4e                       | 5e                       | 6e                       | 7e                       | 8e                       |
| ------------------------ | ------------------------ | ------------------------ | ------------------------ | ------------------------ | ------------------------ | ------------------------ | ------------------------ |
| 15                       | 12                       | 10                       | 8                        | 6                        | 4                        | 2                        | 1                        |

Pole position voor race 1 levert 4 punten op en er worden 2 punten gegeven voor de snelste ronde in beide races. Het maximaal aantal punten dat een coureur kan verdienen in een GP2-weekend is in totaal 48 punten.

## Kampioenen
| Jaar | Kampioen                              | Teamskampioen                   | Tweede             | Derde             |
| ---- | ------------------------------------- | ------------------------------- | ------------------ | ----------------- |
| 2005 | Nico Rosberg                          | ART Grand Prix                  | Heikki Kovalainen  | Scott Speed       |
| 2006 | Lewis Hamilton                        | ART Grand Prix                  | Nelson Piquet jr.  | Alexandre Prémat  |
| 2007 | Timo Glock                            | iSport International            | Lucas di Grassi    | Giorgio Pantano   |
| 2008 | Giorgio Pantano* (Racing Engineering) | Barwa International Campos Team | Bruno Senna        | Lucas di Grassi   |
| 2009 | Nico Hülkenberg                       | ART Grand Prix                  | Vitaly Petrov      | Lucas di Grassi   |
| 2010 | Pastor Maldonado                      | Rapax Racing                    | Sergio Pérez       | Jules Bianchi     |
| 2011 | Romain Grosjean* (DAMS)               | Barwa Addax Team                | Luca Filippi       | Jules Bianchi     |
| 2012 | Davide Valsecchi                      | DAMS                            | Luiz Razia         | Esteban Gutiérrez |
| 2013 | Fabio Leimer* (Racing Engineering)    | Russian Time                    | Sam Bird           | James Calado      |
| 2014 | Jolyon Palmer                         | DAMS                            | Stoffel Vandoorne  | Felipe Nasr       |
| 2015 | Stoffel Vandoorne                     | ART Grand Prix                  | Alexander Rossi    | Sergej Sirotkin   |
| 2016 | Pierre Gasly                          | Prema Racing                    | Antonio Giovinazzi | Sergej Sirotkin   |

* Deze rijders werden kampioen, maar hun team werd geen teamskampioen. Het team van de kampioen staat tussen haakjes aangegeven.

## Ook in de Formule 1 gereden
- De kolom van "Seizoenen in Formule 1" lijst is bijgewerkt tot 22 februari 2021. De kolom van "Races" kan achterlopen.

| Coureur             | GP2          | GP2   | GP2           | F1                     | F1          | F1    | F1            |
| Coureur             | Jaren in GP2 | Races | Overwinningen | Seizoenen in Formule 1 | Eerste team | Races | Overwinningen |
| ------------------- | ------------ | ----- | ------------- | ---------------------- | ----------- | ----- | ------------- |
| Jérôme d'Ambrosio   | 2008-2010    | 58    | 1             | 2011-2012              | Virgin      | 20    | 0             |
| Jules Bianchi       | 2010-2011    | 38    | 1             | 2013-2014              | Marussia    | 34    | 0             |
| Gianmaria Bruni†    | 2005-2006    | 42    | 3             | 2004                   | Minardi     | 18    | 0             |
| Sébastien Buemi     | 2007-2008    | 31    | 2             | 2009-2011              | Toro Rosso  | 48    | 0             |
| Karun Chandhok      | 2007-2009    | 61    | 2             | 2010-2011              | Hispania    | 11    | 0             |
| Max Chilton         | 2010-2012    | 62    | 2             | 2013-2014              | Marussia    | 35    | 0             |
| Marcus Ericsson     | 2010-2013    | 84    | 3             | 2014-2018              | Caterham    | 97    | 0             |
| Pierre Gasly        | 2014-2016    | 49    | 4             | 2017-heden             | Toro Rosso  | 57    | 1             |
| Giedo van der Garde | 2009-2012    | 82    | 5             | 2013                   | Caterham    | 19    | 0             |
| Antonio Giovinazzi  | 2016         | 22    | 5             | 2017, 2019-heden       | Sauber      | 2     | 0             |
| Timo Glock†‡        | 2006-2007    | 42    | 7             | 2004, 2008-2012        | Jordan      | 95    | 0             |
| Lucas di Grassi     | 2006-2009    | 75    | 5             | 2010                   | Virgin      | 19    | 0             |
| Romain Grosjean‡±   | 2008-2011    | 54    | 9             | 2009, 2012-2020        | Renault     | 143   | 0             |
| Esteban Gutiérrez   | 2011-2012    | 41    | 4             | 2013-2014, 2016        | Sauber      | 59    | 0             |
| Lewis Hamilton      | 2006         | 21    | 5             | 2007-heden             | McLaren     | 264   | 103           |
| Brendon Hartley     | 2010-2012    | 12    | 0             | 2017-2018              | Toro Rosso  | 25    | 0             |
| Rio Haryanto        | 2012-2015    | 89    | 3             | 2016                   | Manor       | 12    | 0             |
| Nico Hülkenberg     | 2009         | 20    | 5             | 2010, 2012-2019        | Williams    | 156   | 0             |
| Kamui Kobayashi     | 2008-2009    | 40    | 1             | 2009-2012, 2014        | Toyota      | 76    | 0             |
| Heikki Kovalainen   | 2005         | 23    | 5             | 2007-2013              | Renault     | 112   | 1             |
| Pastor Maldonado    | 2007-2010    | 73    | 10            | 2011-2015              | Williams    | 96    | 1             |
| Kazuki Nakajima     | 2007         | 21    | 0             | 2007-2009              | Williams    | 36    | 0             |
| Felipe Nasr         | 2012-2014    | 68    | 4             | 2015-2016              | Sauber      | 39    | 0             |
| Jolyon Palmer       | 2011-2014    | 84    | 7             | 2016-2017              | Renault     | 37    | 0             |
| Giorgio Pantano†    | 2005-2008    | 79    | 9             | 2004                   | Jordan      | 15    | 0             |
| Sergio Pérez        | 2009-2010    | 40    | 5             | 2011-heden             | Sauber      | 239   | 4             |
| Vitali Petrov       | 2006-2009    | 69    | 4             | 2010-2012              | Renault     | 57    | 0             |
| Charles Pic         | 2010-2011    | 38    | 3             | 2012-2013              | Marussia    | 39    | 0             |
| Nelson Piquet jr.   | 2005-2006    | 44    | 5             | 2008-2009              | Renault     | 28    | 0             |
| Antônio Pizzonia†   | 2007         | 5     | 0             | 2003-2005              | Jaguar      | 20    | 0             |
| Nico Rosberg        | 2005         | 23    | 5             | 2006-2016              | Williams    | 206   | 23            |
| Alexander Rossi±    | 2013-2015    | 54    | 4             | 2015                   | Manor       | 5     | 0             |
| Bruno Senna         | 2007-2008    | 41    | 3             | 2010-2012              | Hispania    | 46    | 0             |
| Sergej Sirotkin     | 2015-2016    | 44    | 3             | 2018                   | Williams    | 21    | 0             |
| Scott Speed         | 2005         | 21    | 0             | 2006-2007              | Toro Rosso  | 28    | 0             |
| Stoffel Vandoorne   | 2014-2015    | 43    | 11            | 2016-2018              | McLaren     | 41    | 0             |
| Sakon Yamamoto†     | 2007-2008    | 21    | 0             | 2006-2007, 2010        | Super Aguri | 21    | 0             |

- † Deze rijders hebben voor hun GP2-carrière al Formule 1 gereden.
- ‡ Timo Glock reed voor zijn GP2-carrière in de Formule 1, keerde terug naar de GP2 en werd kampioen, om het jaar daarop weer Formule 1 te rijden. Romain Grosjean reed eerst in de GP2, daarna in de Formule 1 en keerde terug naar de GP2 om daar kampioen te worden.
- ± Deze rijders reden GP2 en Formule 1 in hetzelfde seizoen.
- Alleen Lewis Hamilton en Nico Rosberg zijn ook wereldkampioen Formule 1 geworden.
- Een gouden achtergrond betekent dat deze coureurs GP2-kampioen zijn geworden.

## Seizoenen

### 2005
Het seizoen 2005 was de eerste van de series, het verving het ter ziele gegane Formule 3000-kampioenschap. Arden International won de laatste F3000-titels, dus startte dat jaar als een van de favorieten.
Het seizoen 2005 begon op 23 april 2005 in het weekend van de Grand Prix van San Marino op de Autodromo Enzo e Dino Ferrari in Imola, Italië. In het voorseizoen moest een test de startnummers bepalen, de teams van iSport International en HiTech Racing lieten zich van hun competitiefste kant zien en haalden de startnummers 1 en 2, resp. 3 en 4. Het HiTech-team werd gerund door voormalig Formule 1-kampioen Nelson Piquet om zijn zoon Nelson jr. in de Formule 1 te krijgen.
Het kampioenschap bestond uit 23 races, 2 races per weekend behalve in Monaco, waar maar één race wordt gereden. Dit kampioenschap werd gewonnen door de Duitser Nico Rosberg, die direct werd gecontracteerd door het Formule 1-team van
Williams.

### 2006
Het seizoen 2006 was de tweede van de series. Nadat kampioen Nico Rosberg was vertrokken naar het WilliamsF1 team, en runner-up Heikki Kovalainen vertrok om zich te richten op zijn rol als reserverijder van het Renault F1, waardoor Nelson Piquet Jr. in de auto van Piquet Sports de grote titelfavoriet was geworden. Toch was het team van ART Grand Prix met de coureurs Alexandre Prémat en Lewis Hamilton ook een van de favorieten, zij waren immers de regerende kampioenen.
Voor het eerst was de kalender niet gelijk aan die van de kalender van de Formule 1, want het GP2 seizoen begon op het Circuito Ricardo Tormo, in Valencia, Spanje op 8 april 2006, waar Piquet Jr. de eerste winnaar was.
Piquet ging naar een vroege leiding in het kampioenschap, voordat Lewis Hamilton terugkwam. Een paar dominante races van de jonge Brit bracht hem aan de leiding van het kampioenschap, waardoor Piquet Jr. wel wat terug móest doen.
Na een spannend kampioenschap van 20 races eiste Hamilton de titel op in de voorlaatste race, op het Autodromo Nazionale Monza, in Monza, Italië, en vierde die met een tweede plaats in de 21e en laatste ronde.

### 2007
De GP2 Series begon op 13 april op het Bahrain International Circuit, en eindigde op 30 september op het Circuit de Valencia. De Duitser Timo Glock, eerder actief in de Formule 1 en de Champ Cars, behaalde de titel. De Braziliaan Lucas Di Grassi was zijn zwaarste concurrent en eindigde als tweede.
Glock kon dankzij het winnen van de titel terugkeren in de Formule 1, als rijder bij Toyota. Di Grassi hield er een contract als testrijder aan over bij het Formule 1-team van Renault.

### 2008
De GP2 Series starten dit seizoen met de nieuwe wagen die tot en met 2010 zal worden gebruikt. Het kampioenschap ontwikkelt zich tot een strijd tussen Giorgio Pantano en Bruno Senna. Pantano wordt kampioen, maar anders dan voorganger Timo Glock slaagt deze ex-Formule 1-coureur er niet in dankzij de GP2-titel terug te keren in de koningsklasse.
Ook Senna, een neef van Ayrton Senna, komt niet onderdak in de Formule 1. Echter, vanaf 2010 rijdt Senna in de Formule 1 voor het team Hispania Racing F1 Team. De andere drie GP2-rijders van de 2008-generatie die vooralsnog slaagt in de overstap zijn Sébastien Buemi die een contract tekent bij Scuderia Toro Rosso, Romain Grosjean, die ook de eerste helft van het seizoen 2009 in de GP2 reed, die vanaf de Grand Prix van Europa 2009 een contract kreeg bij het Renault team, om de ontslagen Nelson Piquet jr. te vervangen, en Kamui Kobayashi, die de laatste twee races van het seizoen 2009 bij Toyota de geblesseerde Timo Glock verving.

## Televisierechten
De televisierechten worden verkocht door het FOM, die ook de rechten van de Formule 1 verkoopt.
In Nederland wordt de GP2 live uitgezonden door Ziggo Sport. RTL 7 doet ook samenvattingen.